# Fabio Maistro
Pour la place de marché en ligne, voir Maistro.
Fabio Maistro, né le 5 avril 1998 à Rovigo, est un footballeur italien qui joue actuellement comme milieu de terrain au SPAL.

## Carrière

### En club

#### Fiorentina
Maistro est issu des académies de la Fiorentina et a intégré son équipe des moins de 19 ans lors des saisons 2015-2016 et 2016-2017. Au cours de la saison 2016-2017 de Serie A, il apparait également à plusieurs reprises sur le banc de l'équipe senior, sans toutefois entrer en jeu,. La Fiorentina l'a libéré à la fin de la saison. 

#### Gavorrano
Le 25 janvier 2018, Maistro rejoint le club de Serie C du Gavorrano libre de tout contrat ; trois jours plus tard, il fait ses débuts professionnels remplaçant Giulio Favale à la 63e minute d'un match nul 1-1 contre le Robur Siena. Le 25 février, il joue son premier match en entier pour Gavorrano, lors d'une défaite 1-0 contre Arzachena. 

#### Rieti
Le 20 juillet 2018, il signe avec un autre club de Serie C, Rieti. 

#### Lazio

##### Prêt à Salernitana
Le 3 août 2019, il signe avec la Lazio et est immédiatement prêté à Salernitana pour une saison. 

### En sélection nationale
Maistro fait ses débuts avec l'équipe d'Italie éspoir le 16 novembre 2019, remplaçant Patrick Cutrone en fin de match lors d'une victoire à domicile 3-0 contre l'Islande lors d'un match de qualification à l'Euro 2021.